# Ehad Mishelanu
Ehad Mishelanu (hebreu: אחד משלנו‎, Un de nosaltres) s una pel·lícula dramàtica israeliana de 1989 dirigida per Uri Barbash. És protagonitzada per Alon Aboutboul, Sharon Alexander, Yoel Ben-Simhon, Shaul Mizrahi, Alon Neuman, Ofer Shikartsi i Dalia Shimko.

## Argument
Un guerriller palestí és capturat amb vida després d'entrar en un lloc avançat de l'exèrcit als territoris ocupats amb un grup d'homes armats i matar diversos soldats israelians. La seva mort posterior a mans dels seus captors és tractada com una investigació d'assassinat i un oficial militar és enviat a interrogar els supervivents.

## Repartiment
- Alon Aboutboul com a Yotam
- Sharon Alexander com a Rafa
- Yoel Ben-Simhon com a soldat de la pel·lícula
- Shaul Mizrahi com l'àngel blanc
- Alon Neuman com a Nahshon
- Ofer Shikartsi com a Erez
- Dalia Shimko com a Tamar

## Recepció
La pel·lícula va ser presentada per Israel com a candidata a l'Oscar a la millor pel·lícula de parla no anglesa, però finalment no va ser seleccionada.